# 緑は危険
『緑は危険』（みどりはきけん、Green for Danger）は、1944年に発表されたイギリスの小説家クリスチアナ・ブランドの探偵小説で、その巧妙な筋書き、興味深い人物造形、戦時下の病院という場面設定などが高く評価されている。後に映画化され、1946年の映画『青の恐怖』（原題は小説と同じ Green for Danger）が制作され、映画史家たちによってミステリー小説の黄金時代 (Golden Age of Detective Fiction) における最も優れた映画化作品のひとつと見なされている。

## あらすじ
第二次世界大戦下の1944年、イギリスの田舎の病院で、殺人事件が起こる。コックリル警部 (Inspector Cockrill) は、麻酔中に死んだ患者が事故死ではなかったと明らかになった後に、婦長殺しの犯人探しにあたる。途中の時点でコックリルは、「私の存在は、棺を覆う布のように病院全体に及んだが、それはとてつもなく楽しいことだった (My presence lay over the hospital like a pall - I found it all tremendously enjoyable)」と述べる。さらに看護婦に対する殺人未遂事件が起こり、被害者が重体になると、警部は殺人犯の正体を明かすべく捜査体制を組み直す。

## 日本語訳
- クリスチアナ・ブランド 著、中村保男 訳、緑は危険（世界探偵小説全集）、早川書房、1958年
  - 後にハヤカワ・ミステリ文庫版が1978年に刊行[4]。